# Outside (álbum de David Bowie)
Outside (estilizado como 1. Outside) é um álbum conceitual originalmente lançado em 25 de setembro de 1995 por David Bowie e pela Virgin Records, sendo o décimo nono álbum de estúdio do cantor. O álbum reúne Bowie com Brian Eno, formando a dupla que trabalhou na célebre Trilogia de Berlim, no final dos anos 1970. Com o subtítulo "The Nathan Adler Diaries: A Hyper-cycle", Outside se centra nos personagens de um mundo distópico às vésperas do século XXI. O álbum colocou Bowie de volta à cena mainstream do rock com os singles  "The Hearts Filthy Lesson", "Strangers When We Meet", e "Hallo Spaceboy" (remixado pelos Pet Shop Boys).

## História e desenvolvimento
Bowie se religara a Eno no seu casamento com Iman Abdulmajid em 1992. Bowie e Eno tocaram algumas músicas próprias na recepção do casamento e se apresentaram no "fluxo" de casais na pista de dança. Em certo ponto, Bowie soube "que ambos estávamos mais interessados em mordiscar a periferia do mainstream do que em pular diretamente. Mandamos um ao outro longos manifestos sobre o que estava faltando na música e o que deveríamos fazer. Decidimos realmente experimentar e ir ao estúdio sem a mínima ideia." Bowie e Eno visitaram o hospital psiquiátrico Gugging, próximo a Viena, na Áustria, no início de 1994 e entrevistaram e fotografaram seus pacientes, que eram famosos pela sua "Arte Exterior" ("Outsider Art", em inglês). Bowie e Eno levaram um pouco dessa arte consigo para o estúdio, enquanto trabalhavam juntos em março de 1994, criando uma peça sonora de três horas que era majoritariamente composta por diálogos. Mais tarde, em 1994, a revista Q pediu a Bowie que escrevesse um diário por dez dias (para ser posteriormente publicado), mas Bowie, temendo que seu diário fosse maçante ("...indo ao estúdio, indo para casa e indo dormir"), acabou escrevendo um diário para um dos personagens fictícios (Nathan Adler) da sua improvisação anterior com Eno. Bowie disse "Ao invés de dez dias, foram quinze anos da vida dele!" Isto se tornou a base para a estória de Outside.

Como resultado, diferentemente de alguns dos álbuns anteriores de Bowie, nenhuma canção foi escrita antes da banda estar no estúdio. Dessa forma, Bowie escreveu muitas faixas com a banda, em sessões de improvisação. Bowie e Eno também deram continuação às técnicas experimentais de composição que haviam começado a usar na Trilogia de Berlim. Em 1995, ao falar com a imprensa sobre o álbum, Bowie afirmou que:
O que Brian fez, que foi muito útil, foi que ele fornecia a cartões a todos, no início do dia. Em cada um, estava descrito um personagem, como "Você é um membro descontente de uma banda sul-africana de rock. Toque as notas que foram suprimidas." [...] Já que isso estabelecia o tom de cada dia, a música seguia em frente em todas essas áreas obscuras. E isso muito raramente caia no clichê.
Os "recortes aleatórios" da história de Adler, que fazem parte das letras e do encarte do álbum, foram escritas por Bowie, que as digitou no seu Mac e depois usou um programa personalizado chamado Verbasizer. O Verbasizer foi um programa feito por Ty Roberts, cofundador do Gracenote, e recortava e remontava as palavras de Bowie digitalmente, como o cantor fazia com papel, tesoura e cola nos anos 1970. Então, Bowie via as letras enquanto a banda tocava uma canção e decidia "se eu cantaria, faria um diálogo ou seria um personagem. Eu improvisava com a banda, bem atrás de mim, indo de um verso ao outro e vendo o que funcionava." Bowie afirmou que levou cerca de três horas e meia usando este método para criar "praticamente toda a gênese" do álbum Outside.
Com quase uma hora e quinze minutos, o álbum é um dos mais longos de Bowie. Quando foi lançado, Bowie sabia que isso poderia ser um problema. Ele disse: "assim que eu lancei o álbum, pensei, 'É longo pra caramba. Vai ser um fracasso.' Tem muita coisa no disco. Eu deveria ter feito dois CDs dele."

## Conceito e temas
O encarte apresenta um conto escrito por Bowie intitulado The diary of Nathan Adler or the art-ritual murder of Baby Grace Blue: A non-linear Gothic Drama Hyper-cycle., que delineia uma visão um tanto distópica do ano 1999, em que o governo, através de sua comissão de artes, criara uma divisão para investigar o fenômeno do Art Crime ("Crime de Arte"). Nesse futuro, assassinato e mutilação haviam se tornado uma nova loucura da arte underground. O personagem principal, Nathan Adler, tinha de decidir o que dessa arte era legalmente aceitável e o que era, em uma só palavra, lixo. O álbum tem diversas referências aos personagens e suas vidas, ao acompanhar a investigação de complexos acontecimentos que levam à morte de uma garota de catorze anos. Assume-se que o personagem de Bowie, Nathan Adler, trabalha para o governo britânico, devido a várias referências às cidades de Londres e Oxford, mas o encarte indica que essas cidades são, na verdade London, Ontário e Oxford, Nova Jersey, mostrando que toda a estória se passa na América do Norte - ou, na verdade, que a distinção entre os dois países se tornou turva e indistinguível.
Bowie afirmaria que o álbum tem "fortes remanescentes de Diamond Dogs. [...] A ideia dessa situação pós-apocalíptica. Você meio que pode senti-la."

Em entrevistas, Bowie observou que álbum foi feito como um reflexo da ansiedade dos cinco últimos anos do milênio:
No geral, o objetivo a longo-prazo é o de fazer uma série de álbuns que vão até 1999 - e tentar capturar, usando esse artifício, como se sentem os últimos cinco anos do milênio. É um diário dentro de outro. A narrativa e as estórias não são o conteúdo - o conteúdo é o espaço entre os pedaços lineares. As texturas enjoadas e estranhas... Ah, eu tenho as esperanças mais amáveis para o fin de siècle. Eu o vejo como um rito de sacrifício simbólico. Eu o vejo como um desvio, um desejo pagão de satisfazer os deuses, para que possamos seguir em frente. Há uma verdadeira fome espiritual lá fora sendo preenchida por essas mutações do que mal é lembrado como rito e ritual. Tomar o lugar deixado por uma igreja não-autoritária. Temos esse botão de pânico nos falando que haverá uma loucura colossal no fim deste século.
Em 1999, Bowie também falou sobre suas motivações e inspirações no álbum:
Talvez um aspecto em comum entre algumas coisas de Outside e o milênio vindouro é esse novo culto pagão, toda essa procura por uma nova vida espiritual que está acontecendo. Por causa da forma como demolimos a ideia de Deus com aquele triunvirato no início de século, Nietzsche, Einstein e Freud. Eles realmente demoliram tudo em que acreditávamos. 'O tempo se curva, Deus está morto, o eu interior é feito de múltiplas personalidades'... nossa, onde é que nós estamos? [...] Fico pensando em se percebemos que a única coisa que conseguimos criar como 'Deus' foi a bomba de hidrogênio e que a consequência da percepção de que, como deuses, parecemos somente capazes de produzir desastres é que as pessoas estão tentando achar alguma religação espiritual e universalidade com uma vida interna realmente nutrida. Mas há também essa positividade que hoje é encontrada e que não estava presente no fim do século passado. Naquela época, o slogan geral entre a comunidade artística e literária era de que o fim do mundo estava chegando. Eles realmente sentiam que em 1899 não havia nada mais, que somente o completo desastre poderia ocorrer. Não é assim hoje. Nós podemos estar um pouco desconfiados ou tensos sobre o que está por vir, mas não há um sentimento de que tudo vai acabar no ano 2000. Ao invés disso, há quase um sentimento comemorativo de 'bem, pelo menos podemos conversar e realmente pôr tudo no lugar.'

## Capa do álbum
A capa do álbum é um autorretrato (de uma série de cinco) pintado por David Bowie em 1995. O autorretrato é chamado "The Dhead - Outside" e é uma litografia de 25,5 X 20cm. O retrato original permanece na coleção privada de Bowie.

## Álbuns seguintes
Bowie pensara em fazer um álbum por ano, ou algo desse tipo, até o fim do milênio, para que assim contasse a história de como foi o fim daquela era. Ele disse: "Essa é uma chance única na minha vida: registrar, através de artifícios narrativos, os cinco anos finais do milênio. A intenção, que é muito ambiciosa, é de levar isso até o ano 2000." Ele sentia que gravara material suficiente durante as sessões de Outside para continuar a narrativa do álbum num conjunto de três discos. Ele pretendia chamar o segundo álbum de Contamination e esboçara os personagens do álbum (incluindo algumas "pessoas do século XVII"), e esperava que o álbum fosse lançado na primavera de 1997. Apesar disso, nenhuma continuação direta foi produzida, e o próximo álbum de Bowie seria Earthling, influenciado pelo jungle e pelo drum and bass.
Bowie também mencionou a possibilidade de lançar um álbum chamado Inside, que seria um making-of de Outside: "Nosso método [será] detalhado nele, algumas jams e mais daquelas vozes. O primeiro monólogo de Baby Grace tinha quinze minutos e era muito ao estilo de Twin Peaks." Apesar disso, nenhum álbum desse tipo foi lançado.

Sobre ter gravado mais para o álbum, Bowie disse:
A única coisa em que posso, verdadeira e seriamente, pensar sobre o futuro e no qual realmente quero me empenhar - e é tão assustador - é o resto do trabalho que [Brian] Eno e eu fizemos quando começamos a fazer o álbum Outside [em 1994]. Fizemos improvisações por oito semanas, e tínhamos cerca de vinte horas de coisas que não consigo nem começar a ouvir. Mas há algumas verdadeiras joias lá...
E sobre continuar a estória iniciada em Outside, ele disse (numa entrevista de 1995):
Eu realmente prevejo isso: no ano que vem, desenvolveremos uma enorme quantidade de novos personagens ou talvez re-introduziremos alguns destes [de Outside], ou até anularemos alguns deles. Talvez nunca acharemos Baby Grace. Talvez Adler tornar-se-á a próxima vítima. Não sei. E é isso que é bem interessante. Talvez nos cansaremos do assassinato como arte e partiremos para outra área da sociedade. Tudo é possível. Então, estou bastante interessado no futuro disso tudo.
Em 2016, um dia após a morte de Bowie, Eno lembrou-se: "Cerca de um ano atrás, começamos a conversar sobre Outside - o último álbum em que trabalhamos juntos. Ambos gostávamos muito desse álbum e sentíamos que ele não havia recebido a atenção merecida. Falamos sobre revisitar o álbum, levá-lo a algum lugar novo. Eu estava esperando fazer isso."

## Recepção da crítica
O álbum recebeu críticas majoritariamente favoráveis.
A Rolling Stone deu três de cinco estrelas para o álbum, à época do lançamento, criticando as faixas intercaladas de narração e afirmando: "É o palavreado desnecessário - os intrusivos monólogos falados, a narrativa cybernoir de júri fraudulento, as caracterizações excessivamente elaboradas - que quase afundam o disco." Porém, no geral, elogiou-se a música, dizendo que o álbum é "indiscutivelmente seu melhor trabalho desde os anos 1970" e que a música é "uma poderosa coleção de riffs avant-garage e noções rítmicas." Foram elogiadas, também, as letras de Bowie, que foram consideradas "inteligentes", "efetivas" e "astutas", especialmente nas faixas "I Have Not Been to Oxford Town" e "A Small Plot of Land."
"Fãs regulares vão achar breves mudanças nos aspectos melódicos," observou Tom Doyle na revista Q, "e aquelas legiões que chegaram em Let's Dance vão quase certamente se sentir totalmente aturdidas. Porém, talvez seja esse o objetivo do disco."
A revista Live! chamou o álbum de "arriscado", mas o considerou bem-sucedido, em última análise. Após a morte de Bowie, a Prog disse que, "ridicularizado por alguns, na época, devido à sua evidente auto-indulgência, Outside agora será reavaliado e visto como uma das suas melhores obras." A Consequence of Sound colocou Outside na posição n°7 da seu ranque de álbuns de estúdio de Bowie, na frente de discos aclamados, como Blackstar e Station to Station, afirmando que o álbum "teve êxito porque Bowie acreditou verdadeiramente no seu conceito e na sua estranheza."

## Performances ao vivo
Bowie pensou em tocar Outside de maneira teatral, mas não tinha certeza sobre como faria isso. Ele disse:
Não apresentarei o novo álbum teatralmente, é um projeto muito ambicioso. [...] Para mim, seria cativante trabalhar com algo que se pareça com a obra de Brecht, os trabalhos que realizou com Weill. A Ascensão e Queda de Mahoganny sempre foi uma gigante influência para mim. A ideia de tentar recriar esses tipos de situação no rock sempre me atraiu e acho que é a isso que estou me voltando.
Ao invés disso, Bowie tocou o álbum numa turnê mais convencional, do fim de 1995 ao início de 1995. Ele fez a turnê para promover Outside com o Nine Inch Nails, chamando-a de "Outside Tour". Morrissey abriu o show para Bowie no Reino Unido em setembro de 1995, culminando em três shows na Arena Wembley, em Londres. Morrissey também iria abrir os shows na parte europeia da turnê, em outubro, mas ele acabou cancelando pouco antes do início dos shows.

## Faixas
1. "Leon Takes Us Outside" Leon Blank - 01:25 (David Bowie, Eno, Gabrels, Garson, Kizilcay, Campbell)
2. "Prologue" Outside - 04:04 (Armstrong, Bowie)
3. " The Hearts Filthy Lesson " Detective Nathan Adler – 4:57 (Bowie, Eno, Gabrels, Garson, Kizilcay, Campbell)
4. "A Small Plot of Land" The residents of Oxford Town, New Jersey – 6:34 (Bowie, Eno, Gabrels, Garson, Kizilcay)
5. "(Segue) – Baby Grace (A Horrid Cassette)" Baby Grace Blue – 1:39 (Bowie, Eno, Gabrels, Garson, Kizilcay, Campbell)
6. " Hallo Spaceboy " Paddy – 5:14
7. "The Motel" Leon Blank – 6:49
8. "I Have Not Been to Oxford Town" Leon Blank – 3:47
9. "No Control" Detective Nathan Adler – 4:33
10. "(Segue) – Algeria Touchshriek" Algeria Touchshriek – 2:03 (Bowie, Eno, Gabrels, Garson, Kizilcay, Campbell)
11. "The Voyeur of Utter Destruction (as Beauty)" The Artist/ Minotaur – 4:21 (Bowie, Eno, Gabrels)
12. "(Segue) – Ramona A. Stone/ I Am With Name " Ramona A. Stone and her acolytes – 4:01 (Bowie, Eno, Gabrels, Garson, Kizilcay, Campbell)
13. "Wishful Beginnings" The Artist/Minotaur – 5:08
14. "We Prick You" Members of the Court of Justice – 4:33
15. "(Segue) – Nathan Adler" Detective Nathan Adler – 1:00 (Bowie, Eno, Gabrels, Garson, Kizilcay, Campbell)
16. " I'm Deranged " The Artist/Minotaur – 4:31
17. "Thru' These Architects Eyes" Leon Blank – 4:22 (Bowie, Gabrels)
18. "(Segue) – Nathan Adler" Detective Nathan Adler – 0:28 (Bowie, Eno, Gabrels, Garson, Kizilcay, Campbell)
19. " Strangers When We Meet " Leon Blank – 5:07 (Bowie)

## Créditos
- Produtores:
  - David Bowie
  - Brian Eno
  - David Richards (co-produtor)
- Mixagem e tratamentos adicionais:
  - David Richards
  - David Bowie
- Masterização:
  - David Richards
  - Kevin Metcalfe
- Engenheiros de assistência:
  - Ben Fenner
  - Andy Grassi
  - Jon Goldberger
  - Domonik
- Design do álbum e edição de imagem:
  - Denovo
- Conceito da capa do álbum:
  - David Bowie
  - Denovo
- Pintura da capa:
  - "Head of DB" (11"x11") acrílico sobre tela, 1995, David Bowie
- Fotografia:
  - John Scarisbrick
- Estilista:
  - Jennifer Elster
- Músicos:
  - David Bowie: vocal, saxofone, guitarra e teclado
  - Brian Eno: sintetizador, tratamentos e estratégias
  - Reeves Gabrels: guitarra
  - Erdal Kızılçay: baixo e teclado
  - Mike Garson: piano de cauda
  - Sterling Campbell: bateria
  - Carlos Alomar: guitarra rítmica
  - Joey Baron: bateria
  - Yossi Fine: baixo
  - Tom Frish: guitarra adicional em "Strangers When We Meet"
  - Kevin Armstrong: guitarra adicional em "Thru' These Architects Eyes"
  - Bryony, Lola, Josey e Ruby Edwards: backing vocals em "The Hearts Filthy Lesson" e "I Am With Name"